# Afera fiszkowa

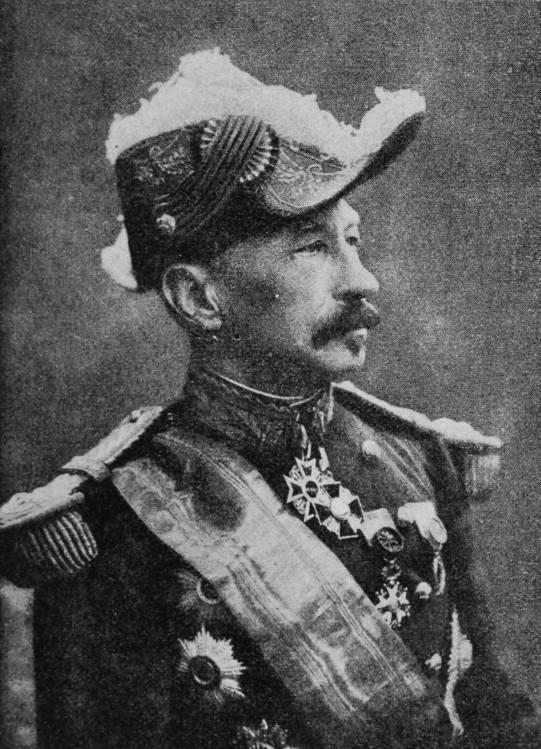
Louis André

Afera fiszkowa, również afera kart kontrolnych (fr. L’affaire des fiches) – nazwa skandalu politycznego we Francji na przełomie października i listopada 1904, dotyczącego katalogowania i segregacji politycznej oraz religijnej.

## Historia
Na trop „afery fiszek” wpadł i oskarżył generała André nacjonalistyczny deputowany Gabriel Syveton, podczas sesji parlamentu 4 listopada 1904 roku.
Syveton odkrył, że antyklerykalny minister wojny, generał Louis André, pod zwierzchnictwem Émile’a Combes’a klasyfikował oficerów w projekcie list awansowych według dwu list, nazwanych przez ministra: Korynt (oficerowie do promowania) i Kartagina (do odrzucenia przy awansach). Fiszki zawierały określenia typu: „klerykał”, „klerokaraluch”, „klerokanalia”, „klecha czystej krwi”, „jezuityzujący”; donosiły również o życiu prywatnym i rodzinnym oficerów: „chodzi na procesje po cywilnemu”, „uczestniczył w mszy z okazji Pierwszej Komunii swojej córki”, „otrzymał błogosławieństwo papieskie dla swojego małżeństwa”, a nawet „ma bogatą żonę”.
Całkowita liczba fiszek wynosiła od 19 000 do 30 000.
Obaj – Combes i André – byli masonami. Wszystkie fiszki były gromadzone przez Narcisse’a Amédée Vadecarda, sekretarza Wielkiego Wschodu Francji. Wyjście afery na jaw mocno podważyło pozycję rządu w oczach Francuzów.
8 grudnia 1904 Gabriel Syveton umarł w tajemniczych okolicznościach, prawdopodobnie popełnił samobójstwo.